# Świętosław Iłowiecki
Świętosław (Święszek) Iłowiecki herbu Ostoja (zm. 1434) – kasztelan karzecki, wicesędzia kościański, zastępca starosty generalnego wielkopolskiego w Kościanie.

## Życiorys
Należał do heraldycznego rodu Ostojów (Mościców). Przodkowie Iłowieckiego wywodzili się z Iłówca w Wielkopolsce. Jego rodzina była wymieniana przez Bartosza Paprockigo i Kaspra Niesieckiego.
Sprawował liczne funkcje i urzędy. Był w latach 1413-1430 kasztelanem karzeckim (ostatnim znanym historykom), wicesędzią kościańskim w roku 1405 oraz w latach 1415-1419 a także zastępcą starosty generalnego wielkopolskiego w Kościanie w roku 1408. Iłowiecki posiadał kilka majątków ziemskich. Były to: Iłówiec Mały i Wielki, Krosna (obecnie Krosno), Psarskie, Srocko Wielkie i Pecna.